# Klippans kommun
Klippans kommun er en kommune i Skåne län (Skåne) i Sverige. Kommunen har et areal på 379 km2
og et befolkningstal på 17.714 (2024) indbyggere. Hovedbyen og den største by er byen Klippan.

## Byer i kommunen
- Klippan (kommunesæde)
- Ljungbyhed
- Östra Ljungby
- Stidsvig
- Klippans bruk
- Krika